# Þjórsá
Le Þjórsá, aussi orthographié Thjorsa, prononcé [ˈθjoursau], est un fleuve d'Islande situé dans le sud du pays dont il est le cours d'eau le plus long avec ses 230 kilomètres.

## Géographie

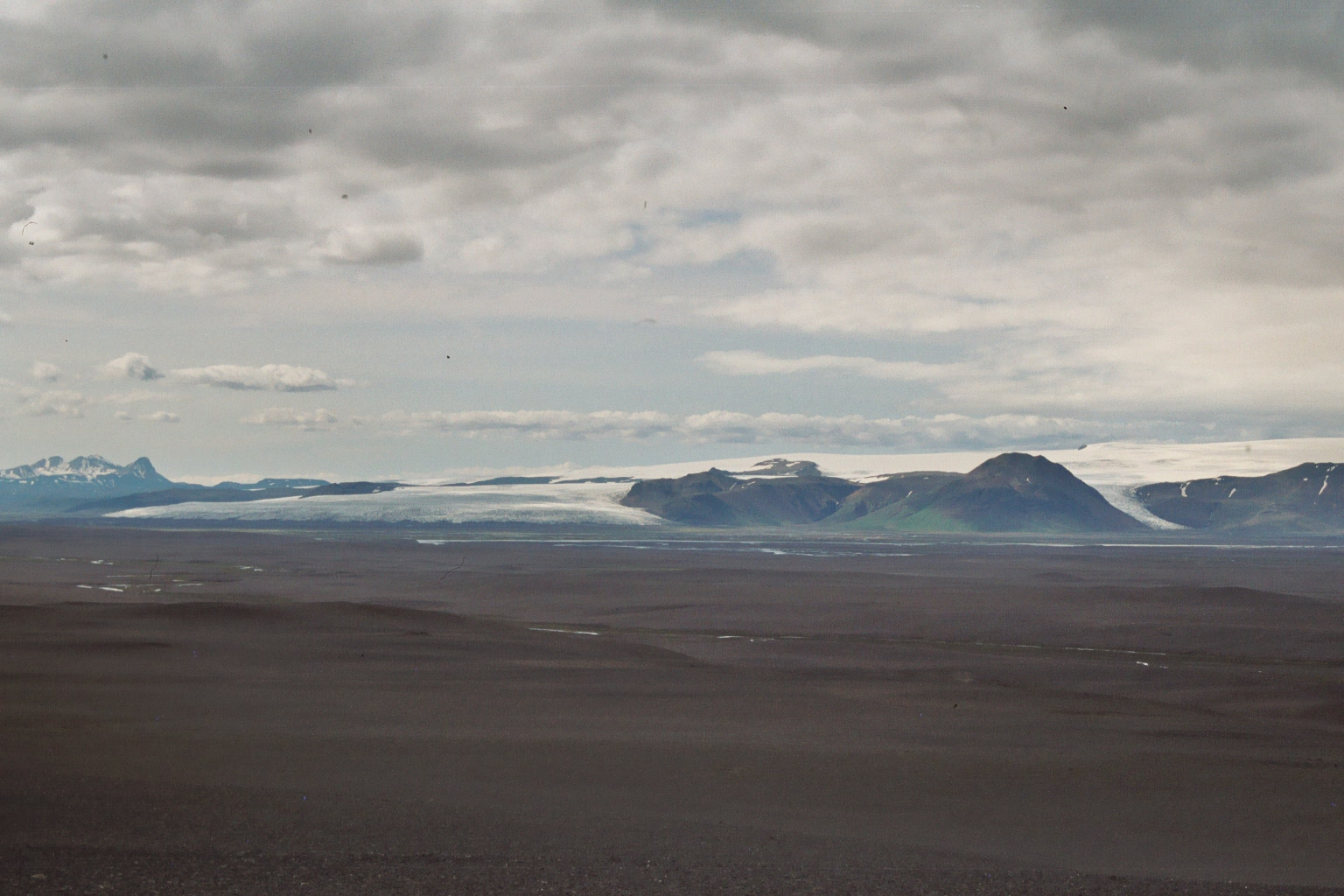
La région des sources du Þjórsá dans le Sprengisandur.

Au tout début de son cours dans le Sprengisandur, le fleuve s'appelle Bergvatnskvíls ; à hauteur du Hofsjökull et notamment du Þjórsárjökull dont il reçoit les eaux de fonte, il prend le nom de Þjórsá. Dans un premier temps, il traverse les Hautes Terres. Le Þjórsá passe au nord de l'Hekla, puis la rivière Tungnaá le rejoint près de la ferme historique de Þjóðveldisbærinn. Après cela, le fleuve traverse la plaine du sud de l'Islande. Au milieu du fleuve se trouve la grande île Árnes qui autrefois fut une presqu’île. On y découvrit un ancien lieu d'assemblée (Þing). Entre les petites villes de Selfoss et de Hella, la route 1 traverse le Þjórsá sur un pont. Quelques kilomètres plus loin, le fleuve se jette dans l'océan Atlantique.
Le Þjórsá reste un fleuve à saumons.

## Hydrologie
Le débit est de 370 m3 s−1 à Urriðafoss et son bassin versant est de 7 578 km2 de superficie.
Avec ses affluents, il représente 27 % de l'hydroélectricité du pays.

## Coulée de lave
La coulée de lave de Þjórsá est le résultat de la plus importante éruption volcanique lavique terrestre de l'Holocène, que ce soit en volume (26 km3) ou en surface recouverte (970 km2). Elle s'est produite il y a 8 600 ans, probablement émise depuis le système volcanique de Bárðarbunga. La région de l'éruption a depuis été recouverte par d'autres dépôts volcaniques et la coulée de Þjórsá n'apparaît à l'air libre qu'à 70 kilomètres de l'emplacement supposé de son émission. Les Þjórsá et Hvítá longent le champ de lave qui se prolonge sous la mer à quelques centaines de mètres du rivage. La lave de Þjórsá est porphyritique avec des phénocristaux de feldspath clairs dans une matrice sombre.

## Aménagements
Landsvirkjun, la société gestionnaire, a démarré la construction de la centrale hydroélectrique de Búrfell en 1965 et mise en ligne, en 1969, une centrale de 270 MW avec 6 turbines Francis de 45 MW.